# Marc Domènech
Marc Domènech González (Llucmajor, 1 de diciembre de 2006) es un futbolista español que juega de delantero para el RCD Mallorca "B" de la Segunda Federación.

## Biografía
Tras empezar a formarse como futbolista en las categorías inferiores del RCD Mallorca, finalmente fue convocado por el primer equipo en la temporada 2024-25, haciendo su debut el 27 de agosto de 2024 en La Liga contra el Sevilla FC tras sustituir a Sergi Darder en el minuto 82.

## Clubes
| Club             | País   | Año   | Partidos | Goles |
| ---------------- | ------ | ----- | -------- | ----- |
| RCD Mallorca "B" | España | 2024- | 25       | 9     |
| RCD Mallorca     | España | 2024- | 6        | 0     |